# 畢元賓
畢 元賓（ひつ げんひん、生没年不詳）は、中国の南北朝時代の官人。本貫は東平郡須昌県。

## 経歴
畢衆敬の子として生まれた。宋の正員将軍となった。父とともに北魏に帰順し、平城に入朝すると、上客となった。須昌侯の爵位を受け、平遠将軍の号を加えられた。後に使持節・平南将軍・兗州刺史に任じられ、仮の彭城公となった。父の衆敬が老いて故郷に帰ると、元賓のことは使君と呼ばれた。父が死去すると刺史の任を解かれたが、喪中に長兼殿中尚書に遙任された。その年の末に死去した。撫軍将軍・衛尉卿の位を追贈された。諡は平といった。

## 妻子

### 妻
- 劉氏（東平郡の人。祖朽・祖髦・祖帰・祖旋の4子を生んだ）
- 元氏（祖栄・祖暉の2子を生んだ）

### 子
- 畢祖朽
- 畢祖髦（奉朝請、須昌侯、揚烈将軍・東平郡太守、兗州別駕）
- 畢祖帰（建寧郡太守）
- 畢祖旋（太尉行参軍・鎮遠将軍）
- 畢祖栄（早逝）
- 畢祖暉

## 伝記資料
- 『魏書』巻61 列伝第49
- 『北史』巻39 列伝第27